# Слабоногови
Слабоногови (Balsaminaceae) е семейство двусемеделни растения, характерни предимно за Африка и части от Югоизточна Азия. Включва два рода – Hydrocera, от който е известен само един вид, и Impatiens със своите над 1000 вида.

## Особености
Представителите на Balsaminaceae са с назъбени листа. Чашката при видовете от рода Impatiens има 3 дяла, като долният е най-големият, венчелистчетата са 5. Прашникът обикновено образува шапка върху близалцето. Ако плодът е сух, семената се разпръсват при леко докосване.